# Вја Трифлиско (Казерта)
Вја Трифлиско је насеље у Италији у округу Казерта, региону Кампанија.
Према процени из 2011. у насељу је живело 24 становника. Насеље се налази на надморској висини од 49 м.